# Pontopolycope moenia
Pontopolycope moenia är en kräftdjursart som först beskrevs av Joy och D. L. Clark 1977.  Pontopolycope moenia ingår i släktet Pontopolycope och familjen Polycopidae. Inga underarter finns listade i Catalogue of Life.